# Острая дыхательная недостаточность
Острая дыхательная недостаточность (ОДН) — остро развившийся патологический синдром, при котором развивается выраженный дефицит кислорода. Данное состояние является жизнеугрожающим и без своевременной медицинской помощи может привести к летальному исходу. 

## Причины развития ОДН

### Первичная ОДН
Нарушение функции аппарата внешнего дыхания и регулирующих его систем:
- 1. Болевой синдром с угнетением внешнего дыхания (перелом рёбер, торакотомия).
- 2. Нарушение проходимости верхних дыхательных путей:
  - бронхит и бронхиолит с гиперсекрецией слизи и развитием обтурационных ателектазов;
  - отёк гортани;
  - инородное тело;
  - аспирация;
  - травмы верхних дыхательных путей;
- 3. Недостаточность функционирования лёгочной ткани:
  - массивная бронхопневмония;
  - ателектазы.
- 4. Нарушение центральной регуляции дыхания:
  - черепно-мозговая травма;
  - электротравма;
  - передозировка наркотиков, аналептиков.
- 5. Недостаточная функция дыхательной мускулатуры:
  - полиомиелит, столбняк, ботулизм;
  - остаточное действие мышечных релаксантов.

### Вторичная ОДН
Поражения, которые не входят в анатомический комплекс дыхательного аппарата:
- массивные невозмещённые кровопотери, анемия
- острая сердечная недостаточность с отёком лёгких
- эмболии и тромбозы ветвей лёгочной артерии
- внутриплевральные и внеплевральные сдавления лёгких
  - паралитическая непроходимость кишечника
  - пневмоторакс
  - гидроторакс

## Классификация по механизму образования
- Обструктивная ОДН
- Рестриктивная ОДН
- Гиповентиляционная ОДН
- Шунто-диффузная ОДН

## Клиника
Характерным клиническим признаком острой дыхательной недостаточности является развитие тахипноэ, больной жалуется на нехватку воздуха, удушье. По мере роста гипоксии возбуждение у больного сменяется угнетением сознания, развивается цианоз. Больной находится в вынужденном положении, сидя упираясь руками в сиденье, таким образом он облегчает работу дыхательной мускулатуры. Это позволяет дифференцировать данное состояние от истерических припадков, в ходе которых имеются схожие жалобы и клиника, но в отличие от острой дыхательной недостаточности такие состояния не угрожают жизни, и не нуждаются в немедленной медицинской помощи

## Терапия
Общие аспекты приведены в статье: дыхательная недостаточность
Лечение данного состояния зависит от причины приведшей к его развитию. При инородном теле, или спазме голосовой щели, выполняют коникотомию. При пневмотораксе, герметизируют плевральную полость. В случае отравления гемическими ядами, используют специфические антидоты. При выраженном бронхоспазме применяют глюкокортикостероиды. Если вы не уверены в причине развития данного состояния, не следует ничего предпринимать до приезда скорой медицинской помощи.

## Прогноз
Прогноз заболевания относительно благоприятный, при своевременно оказанной медицинской помощи трудоспособность полностью восстанавливается. При неоказании медицинской помощи возможен летальный исход.